# Bernhard Themessl
Bernhard Themessl (* 15. Oktober 1951 in Kufstein) ist ein österreichischer Politiker (FPÖ) und Versicherungskaufmann. Er war von 2006 bis 2017 Abgeordneter zum österreichischen Nationalrat.

## Ausbildung und Beruf
Bernhard Themessl besuchte zwischen 1958 und 1962 die Volksschule und absolvierte im Anschluss bis 1971 das Realgymnasium in Lienz. Themessl leistete danach seinen Präsenzdienst in der Haspinger Kaserne ab und begann 1972 die Ausbildung zum Speditionskaufmann bei der Spedition Delacher & Co in Bregenz. 
Nach dem Abschluss seiner Ausbildung arbeitete Bernhard Themessl zwischen 1976 und 1979 zunächst als Speditionskaufmann bei der Spedition Flatz, danach bis 1980 als Betriebsleiter bei der Firma Metro und von 1981 bis 1996 als Speditionsleiter der Firma A. Bösch Transporte. Seit 1996 ist Themessl selbständiger Versicherungskaufmann.

## Politischer Werdegang
Bernhard Themessl trat bereits 1975 in die Freiheitliche Partei Österreichs ein. 1985 wurde er erstmals in die Hohenemser Stadtvertretung gewählt und hatte zwischen 1990 und 1995 die Funktion des Obmanns des Prüfungsausschusses der Stadt Hohenems inne. 1995 stieg Themessl zum Vizebürgermeister und Wirtschaftsstadtrat der Stadt Hohenems auf. Nachdem die ÖVP in Hohenems 2000 die absolute Mehrheit errungen hatte, verlor Themessl seine Funktion als Vizebürgermeister und wurde vom Wirtschaftsstadtrat bis 2003 zum Schulstadtrat. 2003 wechselte er in den Vorarlberger Landtag, blieb dort jedoch nach den schweren Verlusten der FPÖ bei der Landtagswahl 2004 nur kurzzeitig als Abgeordneter im Landtag und schied mit der Angelobung des XXVIII. Landtags aus diesem aus. 
Mit dem 30. Oktober 2006 zog Themessl über den Bundeswahlvorschlag in den österreichischen Nationalrat ein, nachdem die FPÖ bei der Nationalratswahl 2006 in Vorarlberg 2,1 % der Stimmen verloren hatte und Themessl dadurch das Grundmandat in Vorarlberg verfehlt hatte. Bei den Nationalratswahlen 2008 sowie 2013 konnte Bernhard Themessl jeweils ein Grundmandat im Landeswahlkreis Vorarlberg erreichen. Im Nationalrat war Themessl bis 2014 Wirtschaftssprecher des FPÖ-Nationalratsklubs, ehe er diese Funktion an Axel Kassegger abgab. Bei der Nationalratswahl 2017 konnte die FPÖ trotz Zugewinnen knapp nur ein Mandat im Landeswahlkreis Vorarlberg erreichen. Nachdem Themessl bei dieser Wahl auf dem zweiten Platz der Landesliste hinter Landesparteiobmann Reinhard Eugen Bösch kandidiert hatte, verpasste er somit den Wiedereinzug in den Nationalrat und schied mit Ende der 25. Legislaturperiode im November 2017 aus diesem aus.
In der FPÖ ist Themessl seit 1994 Mitglied der Bezirksleitung im Bezirk Dornbirn und Mitglied der Landesparteileitung, zwischen 1995 und 2004 war er zudem Stadtparteiobmann der Stadt Hohenems und übt seit 1996 die Funktion des Bezirksparteiobmann-Stellvertreters der FPÖ im Bezirk Dornbirn aus. Des Weiteren ist Themessl langjähriges Mitglied im Landesparteivorstand der FPÖ Vorarlberg.

## Auszeichnungen
- 2017: Großes Goldenes Ehrenzeichen für Verdienste um die Republik Österreich[4]

## Privates
Bernhard Themessl ist verheiratet und hat zwei Kinder.